# Ileen Montijn
Ida Helena (Ileen) Montijn (Den Haag, 1952) is een Nederlands historica en schrijfster.

## Biografie
Montijns vader was officier van justitie, haar moeder maatschappelijk werkster. Ze heeft twee broers en groeide op in Den Haag, Eefde bij Zutphen, Brussel, Hamburg en Wenen. Ze is getrouwd met David van het Reve (1950), de zoon van Karel van het Reve (1921-1999). De schrijver Jonathan van het Reve (1983) is haar zoon. Montijn begon als columniste bij Mare, het blad van de Universiteit Leiden. Later werd zij redactrice buitenland bij NRC Handelsblad, nog later freelance medewerkster en columnist bij diezelfde krant. 
Zij publiceert voornamelijk over sociale en culturele geschiedenis, onder andere over de manier van leven van de adel en de hogere klassen.

### Eigen werk
- Kermis van Koophandel. De Amsterdamse wereldtentoonstelling van 1883, Bussum, 1983.
- Wat je eet ben je zelf, Utrecht, 1991.
- Aan tafel! Vijftig jaar eten in Nederland, Utrecht, 1991.
- 't Gonst. 125 jaar de Bijenkorf, Amsterdam, 1995.
- Leven op stand. 1890-1940, Amsterdam, 1998.
- Over de tijd, Amsterdam, 1999.
- De smaak van liefde, Amsterdam, 2000.
- Monica van Dael. Sculpturen = sculptures, Venlo, 2001.
- Huis & haard, Amsterdam, 2001.
- Naar buiten! Het verlangen naar landelijkheid in de negentiende en twintigste eeuw, Amsterdam, 2002.
- De inktpot. Monument van spoor en kantoor, Abcoude, 2002.
- Dromenland. Stukjes over vroeger en nu, Wormer, 2005.
- Maïté Duval. Beelden en tekeningen, s.l., 2005.
- Tussen stro en veren. Het bed in het Nederlandse interieur, Wormer, 2006.
- Mensen bij elkaar. Montfoort, Willeskop, Snelrewaard, Linschoten 1906-2006. Montfoort/Linschoten, 2007.
- Pierre Cuypers, 1827-1921. Schoonheid als hartstocht, Wormer, 2007.
- Chalet Georges-Maurice 1909-2009. Het verhaal van een huis en zijn bewoners, Amsterdam, 2009.
- Thérèse Schwartze (1851-1918). De Nederlandse fine fleur geportretteerd, met Wendy van Lith, Zwolle, 2011.
- Hoog geboren. 250 jaar adellijk leven in Nederland. Amsterdam, 2012.
- Naar buiten. Landelijk wonen in de 19de en 20ste eeuw. Amsterdam, 2013.
- Tot op de draad. De vele levens van oude kleren. Amsterdam, 2017.

### Vertalingen
- Gevogelte nieuwe stijl, Amsterdam, 1986

### Bezorging
- Karel van het Reve. Ik heb nooit iets gelezen en alle andere fragmenten, complete bundeling van alle columns 'fragmenten' uit Hollands Maandblad, Uitgeverij G.A. Van Oorschot, Amsterdam, 2003

### Medewerking
- Alexandre Dumas, De kookkunst van Alexandre Dumas, vertaling Esteban Lopez, inleiding Ileen Montijn, De Bijenkorf (uitgever), Amsterdam, 1987, ISBN 978 90 7144 214 8
- Alied Ottevanger en Ileen Montijn, Altijd heimwee. Agnes van den Brandeler 1918-2002, een aristocrate in de kunst, Amsterdam, 2009, ISBN 978 90 7915 608 5
- Madelief Hohé en Ileen Montijn, Romantische mode. Mr Darcy meets Eline Vere, Waanders Uitgevers i.s.m.Gemeentemuseum Den Haag, Zwolle, 2014, ISBN 978 94 6262 009 4
- Marie-Jeanne van Hövell tot Westerflier (fotografie), diverse auteurs, waaronder Ileen Montijn, Verborgen schoonheid. De huizen Van Brienen, Van Loon en Willet-Holshuysen, Stichting Uitgeverij Noord-Holland, Wormer, 2014, ISBN 978 90 7838 173 0
- Hans Rooseboom en Ileen Montijn, Nederland in kleur 1907-1935 / The Netherlands in Colour, Amsterdam, Bas Lubberhuizen, 2016, ISBN 978 90 5937 467 6
- Ronald Stenvert en Gabri van Tussenbroek (red), m.m.v. Ileen Montijn, Het gebouw als bewijs. Het bouwhistorische verhaal achter erfgoed, Utrecht, Matrijs, 2016, ISBN 978 90 5345 516 6
- De buitenkant - Vrouwen over de rol van het uiterlijk (2022, Uitgeverij Pluim, ISBN 9789493256569), samengesteld door Milou van Rossum, met bijdragen van Dilara Bilgiç, Daan Borrel, Machteld van Gelder, Dalilla Hermans, Bregje Hofstede, Yvonne Kroonenberg, Anja Meulenbelt, Ileen Montijn, Anousha Nzume, Marja Pruis, Joyce Roodnat, Xandra Schutte, Mieke van Stigt en Manon Uphoff.